# Akcjum
Akcjum, (łac. Actium, gr. Άκτιο – Aktio, czyli położone na przylądk-u/-ach) – miasto w zachodniej części Grecji w Akarnanii na przylądku o tej samej nazwie, przy wejściu do Zatoki Ambrakijskiej.
W czasach starożytnych Akcjum było miejscem kultu Apollina Aktiosa. Należało wówczas do miasta Anaktorion. W pobliżu tego miasta 2 września 31 r. p.n.e. odbyła się bitwa pod Akcjum, w której zwycięzcą został Oktawian.